# Cyclocephala burmeisteri
Cyclocephala burmeisteri är en skalbaggsart som beskrevs av S. Endrödi 1964. Cyclocephala burmeisteri ingår i släktet Cyclocephala och familjen Dynastidae. Inga underarter finns listade i Catalogue of Life.